# Бернареджо
Бернареджо (итал. Bernareggio) — коммуна в Италии, в провинции Монца-э-Брианца области Ломбардия.
Население составляет 8997 человек (на 2004 г.), плотность населения составляет 1658 чел./км². Занимает площадь 5 км². Почтовый индекс — 20044. Телефонный код — 039.
В коммуне 8 сентября особо празднуется Рождество Пресвятой Богородицы.

## Города-побратимы
- Вахтберг, Германия
- Ла-Вильдье-дю-Клен, Франция